# Job 4
Job 4 es el cuarto capítulo del Libro de Job en la Biblia hebrea o el Antiguo Testamento del cristianismo . El libro es anónimo; la mayoría de los estudiosos creen que fue escrito alrededor del siglo VI a. C. Este capítulo pertenece al prólogo del libro, que comprende Job 1:1-2:13.

## Comentarios previos a 4,1-5,27
Elifaz, el primero en hablar entre los amigos de Job (2,11), interviene con tono solemne y autoridad, probablemente por ser el mayor. Su discurso no responde directamente al lamento de Job, sino que busca dar una lección y ofrecer una explicación al sufrimiento que atraviesa, apoyándose incluso en una revelación personal (4,12-21). El discurso se divide en dos partes. La primera (4,2–21) incluye una introducción (vv. 2-6), reflexiones basadas en la experiencia (vv. 7-11) y el relato de una visión nocturna (vv. 12-21). La segunda (5,1–27) aporta nuevos ejemplos, una alabanza a la sabiduría divina (vv. 8-16) y una exhortación esperanzada al afligido (vv. 17-27).
Elifaz habla con cortesía, pero adopta una actitud de maestro que instruye a un alumno torpe. Su enseñanza es coherente con la doctrina tradicional: Dios premia al justo y castiga al culpable (4,7-9). Por eso, el dolor solo puede ser interpretado como castigo por el pecado. Sin acusar abiertamente a Job, sugiere que nadie está libre de culpa —ni siquiera los ángeles (4,17-19)— y le exhorta a volverse a Dios con humildad. Su consejo final resume la intención de todo el discurso: aceptar la corrección y aprender de ella (5,27).

## Texto
El texto original está escrito en lengua hebrea. Este capítulo se divide en 21 versículos.

### Testimonios textuales
Algunos manuscritos antiguos que contienen el texto de este capítulo en hebreo pertenecen al texto masorético, que incluye el Códice de Alepo (siglo X) y el Codex Leningradensis (1008).
También existe una traducción al griego koiné conocida como la Septuaginta, realizada en los últimos siglos antes de Cristo; algunos manuscritos antiguos que se conservan de esta versión incluyen el Codex Vaticanus (B; {\displaystyle {\mathfrak {G}}}B; siglo IV), el Codex Sinaiticus (S; BHK: {\displaystyle {\mathfrak {G}}}S; siglo IV) y el Codex Alexandrinus (A; {\displaystyle {\mathfrak {G}}}A; siglo V).

## Análisis
La estructura del libro es la siguiente:
- El prólogo (capítulos 1-2)
- El diálogo (capítulos 3-31)
- Los veredictos (32:1-42:6)
- El epílogo (42:7-17)

Dentro de la estructura, el capítulo 4 se agrupa en la sección Diálogo con el siguiente esquema:
- La maldición y el lamento de Job (3:1-26)
- Primera ronda (4:1-14:22)
  - Elifaz (4:1–5:27)
    - Introducción (4:1-6)
    - Resumen de la retribución (4:7-11)
    - La visión de Elifaz y sus implicaciones (4:12-21)
    - La experiencia del necio (5:1-7)
    - Encomienda tu causa a Dios, que es activo (5:8-16)
    - Dios recompensará a los justos (5:17-27)

  - Job (6:1–7:21)
  - Bildad (8:1–22)
  - Job (9:1–10:22)
  - Zofar (11:1–20)
  - Job (12:1–14:22)
- Segunda ronda (15:1–21:34)
- Tercera ronda (22:1–27:23)
- Interludio: poema sobre la sabiduría (28:1–28)
- Resumen de Job (29:1–31:40)

La sección del diálogo está compuesta en formato poético con una sintaxis y gramática distintivas. El primer discurso de Elifaz en los capítulos 4 y 5 se puede dividir en tres secciones principales:
- Job 4:1-11: Elifaz se pregunta cómo es posible que Job haya caído en tal desesperación, a pesar de haber consolado a tantas personas en apuros y de haber sido tan piadoso, por lo que acusa a Job de olvidar la gran verdad de que los justos nunca perecen bajo la aflicción, sino que la calamidad solo destruye a los malvados.
- Job 4:12-5:7: Elifaz intenta advertir a Job que no se queje contra Dios, porque solo los impíos se resienten de los designios de Dios y, con su impaciencia, atraen su ira sobre ellos.
- Job 5:8-27: Elifaz exhorta a Job a seguir un camino diferente, a buscar a Dios, porque Dios solo castiga para sanar o corregir, para atraer a las personas hacia sí mismo y alejarlas del mal.[12]

## Resumen de Elifaz sobre la retribución (4:1–11)
Esta sección se puede dividir en dos partes: una introducción (versículos 1–6) seguida de un resumen de la retribución por parte de Elifaz (versículos 7–11). Dos veces al comienzo de su discurso, Elifaz se dirige a Job de manera respetuosa (versículo 2a; versículos 3-4) antes de usar «pero» para decir lo que realmente quiere decir: que Job debería aplicar los consejos que él mismo había dado a otros y usar una actitud piadosa para obtener consuelo. Elifaz expone los argumentos que se explorarán en el debate, tales como:
- «Puedes confiar en que Dios te restaurará» (utilizando dos palabras, «irreprensible» y «temeroso de Dios», Job 1:1, 8; 2:3, que caracterizaban a Job).
- «La maldad es castigada»
- «Los seres humanos son culpables por naturaleza»
- «La prosperidad de los pecadores será truncada»
- «Lo mejor es buscar a Dios»
- «El sufrimiento es una indicación de la disciplina divina»[10]

Elifaz apela al consenso (4:7), esperando que Job «concurra en el dogma común de la retribución», así como a la experiencia individual (4:8, «Como yo he visto»), a la revelación especial (4:12-21) y a la experiencia colectiva (5:27a, «Mira, lo hemos investigado; es cierto») y a las evidentes ideas encapsuladas en refranes proverbiales (4:8, «los que aran la iniquidad y siembran problemas cosechan lo mismo»; 5:2, «Ciertamente
la vejación mata al necio, y la envidia mata al simple»). Convencido de que un principio de recompensa y castigo gobierna el universo, Elifaz es ajeno al dolor que resulta de este dogma (4:7-9, donde un viento divino trae destrucción como la tempestad que mató a los hijos de Job).
El poema contiene un vocabulario rico, como el uso de cinco palabras diferentes para león en 4:10-11 (cf. Joel 1:4 para una riqueza similar), que metafóricamente podría aludir a la muerte de los hijos de Job.

### Versículo 1
Entonces Elifaz, el temanita, respondió y dijo:
- «Elifaz»: de אֱלִיפָז, Ělīp̄āz, «El es oro puro» (alternativamente, «Mi Dios está separado» o «Mi Dios está lejos»[17]), es mencionado en primer lugar entre los visitantes de Job (Job 2:11), y es el primero en responder a las palabras de Job, por lo que se le considera el más anciano.[18]
- «Temanita»: es decir, procedente de Teman, una importante ciudad de Edom (9; 9. Basándose en la ubicación del lugar, se supone que Elifaz representa la sabiduría de los edomitas, que, según 9, 9 y 9, era famosa en la antigüedad.[19]

### Versículos 10-11
[Elifaz dijo:] 10El rugido del león y la voz del león feroz,
y los dientes de los leoncillos son quebrados.
11El león viejo perece por falta de presa,
y los cachorros de la leona son dispersados
- «León»: en estos versículos, las cinco apariciones, incluyendo la adición de adjetivos en inglés, se traducen de cinco palabras diferentes en hebreo:[10]
  - אַ֭רְיֵה, ar-yêh (en «el rugido [del león]»; singular)[21] Este es el término genérico para «león».[22]
  - שָׁ֑חַל, šā-ḥal (en «la voz del [león feroz]»; singular)[21]
  - כְפִירִ֣ים, ḵə-p̄î-rîm (en «los dientes de [los leones jóvenes»]; plural)[21]
  - לַ֭יִשׁ, la-yiš (en «[el león viejo] perece»; singular)[23] Esta palabra se traduce tradicionalmente como «león fuerte» y solo aparece tres veces en la Biblia hebrea (Job 4:11, Proverbios 30:30 e Isaías 30:6, pero tiene cognados en varias lenguas semíticas para indicar «león como rey de los animales».[24]
  - לָ֝בִ֗יא, lā-ḇî (en «los cachorros de [la leona]»; singular)[23]

D. J. A. Clines cree que «probablemente sea imposible distinguir» el significado de estas palabras.
La Septuaginta griega traduce el versículo 10 como «la fuerza del león, y la voz de la leona y el grito exultante de las serpientes se apagan».

## La visión de Elifaz (4:12–21)

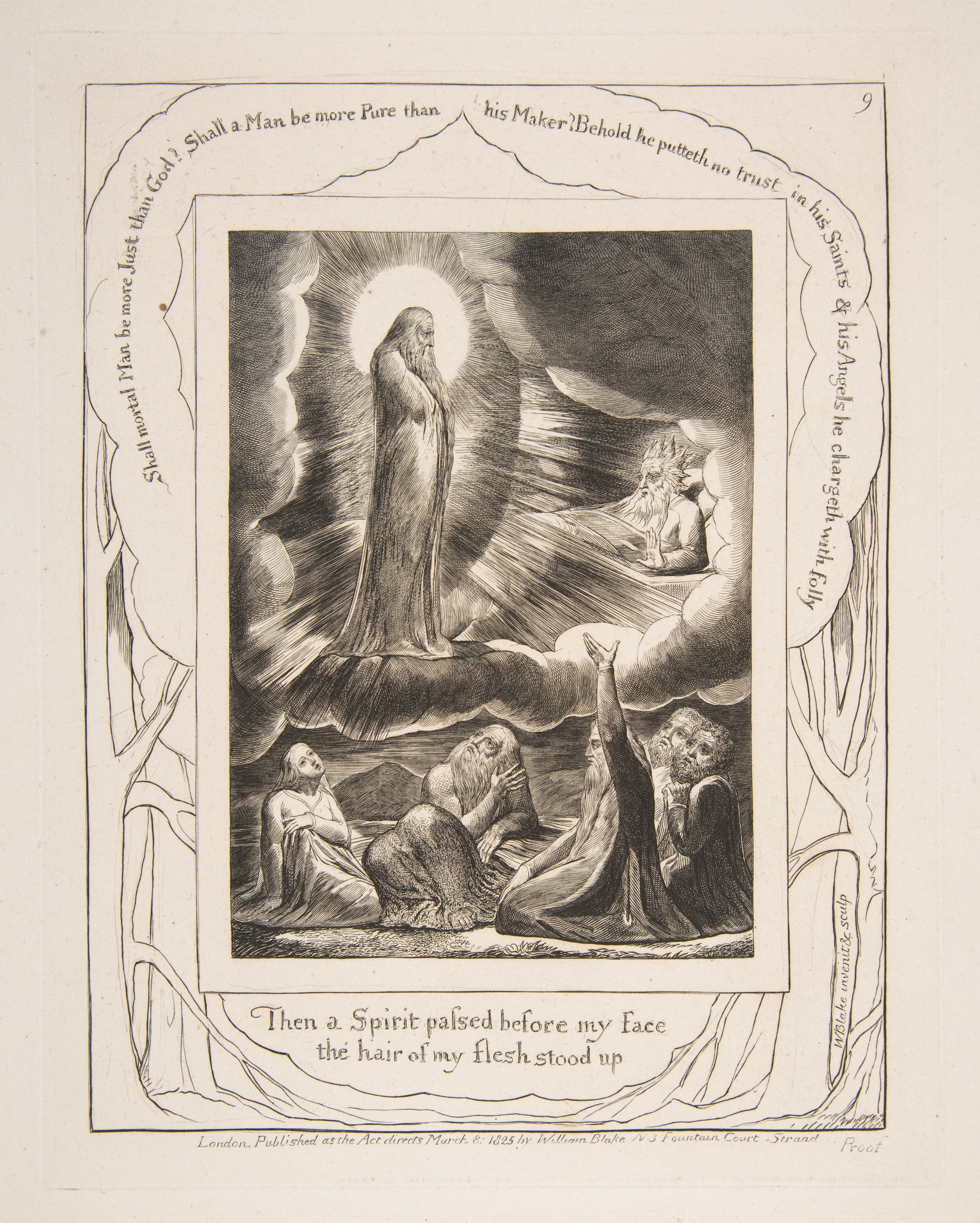
«La visión de Elifaz», de Ilustraciones del Libro de Job, de William Blake (c. 1825-1826).

En esta sección, Elifaz comparte la visita divina que recibió mientras dormía profundamente (“'tardēmâ”'; cf. Abraham en 9), cuando sintió un viento (rûah) que le rozaba el rostro, pero no pudo distinguir la apariencia exacta de la deidad, solo pudo «captar la breve palabra que siguió a un silencio inquietante»: «¿Puede un mortal ser más justo que Dios (Eloah)?». (versículos 12-17). Elifaz extrae entonces las implicaciones de esto en «una serie de reflexiones sobre la condición humana», implícitamente sobre «Job y su situación» (versículos 18-21).

### Versículo 17
[Elifaz oyó una voz que decía:] ¿Será el hombre mortal más justo que Dios?.
¿Será el hombre más puro que su creador?.
- «Hombre mortal»: traducido de אֱנוֹשׁ, «ʾenosh», que enfatiza al hombre en toda su fragilidad (su mortalidad), en paralelo con la palabra «hombre» en la segunda mitad del versículo, que se traduce de גֶּבֶר, «gever», que enfatiza más la fuerza o el poder del hombre; se unen para afirmar que «ningún ser humano de ningún tipo» puede ser más justo o puro que Dios, el Creador.[28][29]

## Comentarios

### De la Iglesia católica

#### A los versículos 3-6
Elifaz acusa a Job de ser incoherente: lo que antes enseñaba con sabiduría (vv. 3-4) no lo aplica ahora en su propio sufrimiento. Su elogio inicial no es sincero, sino una forma irónica de resaltar su caída. La intención no es consolar, sino insinuar que Job sufre por su culpa. Gregorio Magno ve en esto un reflejo del comportamiento humano: con frecuencia se juzga con dureza al que cae, aunque antes se le tuviera por justo.

Los malvados arremeten contra la vida de los buenos de dos maneras: afirmando que dicen cosas depravadas y asegurando que no cumplen las cosas rectas que dicen (…). Ahora le acusan de haber hablado con rectitud, pero no de haber cumplido lo dicho (…). Sus voces de reconocimiento se transforman en recriminaciones hiriendo con mayor gravedad la vida de los justos que poco antes simulaban defender.

#### Al versículo 8
Esta máxima resume con precisión la idea central de la teología retributiva: el sufrimiento es consecuencia directa del pecado. Representa la convicción de quienes defienden que todo dolor tiene su origen en una culpa, incluso si esta no es evidente.

En la opinión de los amigos de Job se expresa una convicción que se encuentra también en la conciencia moral de la humanidad: el orden moral objetivo requiere una pena por la transgresión, por el pecado y por el reato. El sufrimiento aparece, bajo este punto de vista, como un “mal justificado”. (…) Job, sin embargo, contesta la verdad del principio que identifica el sufrimiento con el castigo, y lo hace en base a su propia experiencia.

#### A los versículos 10-11
La imagen del león y sus cachorros (4,10-11) transmite con fuerza la idea de que el sufrimiento revela la culpa: los rugidos no salvan a las crías si el león no cumple con su deber. De igual modo, para Elifaz, la enfermedad desmiente cualquier declaración de inocencia. Al acusar a Job de jactarse, Elifaz se contradice: es capaz de discursos sabios, pero carece de compasión y no entiende el dolor del inocente.

#### A los versículos 16-21
Apoyado en una visión nocturna (4,12-21), Elifaz presenta una antropología pesimista: el hombre no puede ser justo ante Dios, pues está marcado por la fragilidad y la culpa. Su teología también es severa: Dios no confía ni en sus ángeles, y menos aún en los hombres. Así, no resalta la misericordia divina, sino una justicia rígida y desconfiada. Según Gregorio Magno, este tipo de discursos contiene palabras verdaderas, pero aplicadas con error, porque no consideran la situación concreta del justo que sufre sin haber pecado.

Es claro que ciertas cosas son rectas en su formulación, pero pueden ser superadas cuando se las compara con otras mejores. 

En el Nuevo Testamento, Dios se revela plenamente como Padre amoroso, no solo como Creador. Cuida de cada persona con más esmero que de las aves del cielo o los lirios del campo. El hombre ya no es visto solo como frágil criatura, sino como elegido desde antes de la creación para ser santo y vivir en comunión con Dios (cf. Ef 1,4).